# Науки за околната среда
Науките за околната среда представляват мултидисциплинарна академична област, която интегрира физични, биологични и информационни науки (включително, но не ограничени до екология, физика, химия, зоология, минералогия, океанология, лимнология, почвознание, геология, атмосферни науки, география и геодезия) към изучаването на околната среда и търсенето на решения в отговор на екологичните проблеми. Науките за околната среда предоставят интегриран, количествен и интердисциплинарен подход към изучаването на екологичните системи.
Тези науки включват областите:
- Екология
- Климатология
- Биогеография
  - Фитогеография
  - Зоогеография
- Палеонтология